# L'Argent de Judas
L'Argent de Judas (Judaspengar) est un film suédois réalisé par Victor Sjöström, sorti en 1915. 

## Fiche technique
- Titre original : Judaspengar
- Titre français : L'Argent de Judas
- Réalisation : Victor Sjöström
- Scénario : Axel Frische
- Directeur de la photographie : Henrik Jaenzon et Julius Jaenzon
- Pays d'origine :  Suède
- Société de production : Svenska Biografteatern AB
- Format : Noir et blanc - 1,33:1 - Film muet
- Date de sortie : 
  - Suède : 13 décembre 1915

## Distribution
- Egil Eide
- John Ekman
- Kaja Eide Norena